# برص الرمال المصري
برص الرمال المصري أو البرص الرملي واسع العين (باللاتينية: Stenodactylus petrii)، هو برص صغير ينتشر عبر المناطق الصحراوية شمالي إفريقيا، أغلب نشاطه ليلي وينتمي نوعه إلى (فصيلة: Gekkonidae).

## الوصف
يعتبر من أنواع البرص الصغيرة والقزمة جدًا، يتراوح طوله من رأسه وحتى أول الذيل ما بين 5-8 سم، وله ذيل يُعتبر طويل جدًا مقارنة بحجمه، حيث يتراوح ما بين 3-5 سم، والذي يعود للنمو مجددًا في حال فقدانه، لكن أقصر وأثخن.
على عكس الأنواع الأخرى، لا يمكن لهذا النوع تسلق الأسطح الملساء، بل يفضل الحفر، ومع أنه يُمضي أغلب النهار خارجًا، الإ أنه يختبئ عادًة في الجحور أو الكهوف. قد يبدو أحيانًا بطيئ الحركة، لكن بإمكانه العدو بسرعة كبيرة.

## التغذية
يساعده التمويه في الرمال على صعوبة اكتشافه وتمييزه، خصوصًا عند الصيد. يتغذى بشكل رئيسي على الصراصير ويرقات الخنافس.